# 배문고등학교
배문고등학교(培文高等學校)는 대한민국 서울특별시 용산구 서계동에 위치한 사립 고등학교이다.

## 학교 연혁
- 1951년 10월 17일 : 수도영수학원 창립
- 1952년 3월 20일 : 수도영수학원 설립인가
- 1954년 5월 22일 : 설립자 조서희가 재단법인 배문학원 설립
- 1955년 12월 31일 : 배문고등학교 설립인가, 학급당 주야 2학급 서울특별시 중구 을지로 2가 195-1에서 개교, 초대 조서희 교장 취임
- 1957년 4월 4일 : 본관 교사 준공(연건평 544.4평, 운동장 3,000평)
- 1957년 4월 4일 : 현교사로 이전
- 1964년 1월 24일 : 재단법인 배문학원을 학교법인 배문학원으로 조직 변경
- 1970년 5월 23일 : 음악당 준공(연건평 80평)
- 1971년 10월 19일 : 고등학교 2부 인가(각학년 6학급)
- 1971년 11월 30일 : 대강당 성산당 준공(연건평 244평)
- 1972년 6월 15일 : 생활관 준공(연건평 120평)
- 1972년 12월 29일 : 학교법인 배문학원을 학교법인 성산학원으로 명칭 변경
- 1973년 9월 10일 : 도서관 개관(연건평 120평)
- 1977년 10월 31일 : 과학관 준공(지상 4층, 지하 1층, 연건평 332평)
- 1983년 11월 8일 : 본관 4층 증축공사 준공(연면적 1,249평)
- 1994년 2월 21일 : 설립자 성산 조서희 선생 동상 제막
- 2002년 12월 13일 : 육상부 숙소 4층 증축
- 2006년 12월 14일 : 학교법인 성산학원에서 학교법인을 분리, 배문학원으로 명칭 변경
- 2020년 3월 1일 : 제8대 교장 권경주 선생 취임
- 2022년 2월 9일 : 제66회 졸업생 127명 배출(총 31,405명 졸업)

## 참고 자료
- 배문고등학교 - 한국교육학술정보원 학교알리미